# Silver Lake (Chugach Mountains)
Der Silver Lake ist ein See im Valdez-Cordova Census Area des US-Bundesstaats Alaska. Er liegt in den Chugach Mountains, rund 56 km nordwestlich von Cordova.